# Кудинка (річка)
Ку́динка (Кудринка, Кудима) — річка в Україні, в межах Хмельницького району Хмельницької області. Ліва притока Південного Бугу.

## Опис
Майже вся середня течія проходить межею Летичівського і Старосинявського районів. На цій ділянці вона плине із заходу на схід, але біля села Юрченки річка змінює свій напрямок на південний схід. Поблизу Рожнів утворює велику меандру, далі плине спокійно і в селі Кудинка впадає до Південного Бугу. 
Верхня і середня течії розташовані у Вовчко-Бужоцькому геоморфологічному районі, де абсолютні висоти становлять 348 м. Ця територія має глибоке ерозійне розчленування, яке у певних місцях досягає 50 м. Досить помітна крутизна схилів на горбах, добре розвиток лінійної, а ще більше площинної ерозії. 
Нижня течія розташована в межах геоморфологічного району — Летичівська рівнина. 
На сьогодні басейн Кудинки слабо заліснений. У живленні річки беруть участь підземні, дощові та снігові води. 
Іхтіофауна Кудинки не надто багата (карасі срібний і золотий, плітка, в'юн, пічкур, верховодка, йорж і лин). 
Із земноводних поширеними є такі види: квакша, часницниця, тритон гребінчастий, кумка червоночерева. 
Численною є орнітофауна лук, боліт і водойм. Тут можна побачити і птахів синантропів: лелеку білого, ластівку сільську, галку і шпака звичайного. У басейні Кудинки гніздяться птахи степу і поля: жайворонок степовий, щеврик польовий, просянка, куріпка сіра і горобець сірий. У верхів'ї річки дають про себе знати птахи лісу, а саме: зозуля звичайна, зяблик, канюк звичайний, вільшанка, ворона сіра, крук, припутень, синиця блакитна і соловей східний. 
Поблизу річки видають свою присутність видра річкова, ондатра, полівка водяна, кріт, заєць-русак, їжак звичайний, ласка, миші маленька і польова, нічниця водяна, єнот уссурійський, лисиця і хом'як.

## Розташування
Кудинка бере початок в селі Лисанівці. Тече переважно на схід, в пониззі — на північний схід. Впадає до Південного Бугу при південній частині села Кудинка. 
Над річкою розташовані села: Лисанівці, Юрченки, Рожни і Кудинка. Річка має 37 приток загальною протяжністю 64 км.